# オールナイトニッポン0(ZERO)
『オールナイトニッポン0(ZERO)』（オールナイトニッポン・ゼロ、略称：ANN0またはANN ZERO）は、2012年4月3日（2日深夜）からニッポン放送で放送されているラジオ番組。
1998年3月までオールナイトニッポンは1時から5時までの4時間の放送枠の中で1時から3時までの放送を「第1部」、本番組と同時間帯の3時から5時までの放送を「第2部」として称されていた経緯から、タイトルが分割された現在でも『2部』と呼称されている。

## 概要
2012年10月に『オールナイトニッポン』放送開始45周年を迎えることを契機に設けられた「オールナイトニッポン・45周年プロジェクト」の一環として、新たなパーソナリティの発掘と育成を主な目的とした『オールナイトニッポン（第2部）』（1974年6月 - 1998年3月）と『オールナイトニッポンR』（1998年4月 - 2003年9月）の位置づけを引き継いだうえで、その後継番組として開始したもの。
なお、同時間帯で日替わりパーソナリティの担当となるのは、平日の『オールナイトニッポンR』が火曜から金曜の未明に放送されていた『オールナイトニッポンエバーグリーン』に移行した2003年10月改編（2003年9月29日）以来となった。
番組名は「0からのまったく新しいオールナイトニッポンを作るため、そして、ラジオの新たな時代を担うパーソナリティを発掘したいという思いを込めた」と、その時に、編成局長を務めていた檜原麻希（2019年6月に代表取締役社長に就任している）は述べていた。フリートークを中心にメールやツイッターを活用してリスナーと交流を図り、深夜の時間帯にふさわしいネタコーナーも扱う。
番組のテーマ曲であるBITTERSWEET SAMBA（ハーブ・アルパート&ザ・ティファナ・ブラス）は、「オールナイトニッポンR」の場合では、番組冒頭に流したが、『オールナイトニッポン0(ZERO)』の場合「『オールナイトニッポン2部』復活」をコンセプトとなっていたため、番組の開始時には流さず、一部ネット局を除いて終了時に後半部分がフェードインして曲の終了と共に番組も終了する。なお、3時台の冒頭はパーソナリティ毎にテーマ曲が異なっている（土曜日の週替わりパーソナリティは「R」からの流れで「BITTERSWEET SAMBA」をオープニングに流している）。3時台にニッポン放送の推薦曲がCM扱いで流される。番組の冒頭に1部を担当したパーソナリティに「〇〇さん、お疲れ様でした」と挨拶して始まる慣例はこれまで通りである（土曜日の場合、パーソナリティによってはこの挨拶を言わないパーソナリティもいる）。また、月-木曜深夜の放送では「ニッポン放送ではこの後『上柳昌彦 あさぼらけ』です・・・」と触れることが多く、準備中に聴いていた上柳昌彦が感想やパーソナリティにまつわるトピックスを話す形で返事を返す。
首都圏ラジオ聴取率調査は、2012年6月は12歳 - 69歳男女の個人全体が同時間帯で民放内1位（週平均）、10月は10代男女で月曜から金曜の全枠が同時間帯で聴取率1位、2013年6月は、10代男女で全局中の同時間帯で単独1位、2013年8月は10代男女で全局中の同時間帯で単独1位であった。
2018年4月7日から、これまで放送されてきた、日曜日（土曜日深夜）3:00 - 5:00の「オールナイトニッポンR」の放送枠を統合して、週6日の放送に一新した。
2022年度の上半期の編成（4月改編）からは、ネット局が新たに5局加わり、全国27局ネットで放送されることが同年3月9日に開催されたパーソナリティ発表会見にて明らかにした。このネット局数はオールナイトニッポン第2部時代を含めて、この時間帯としては過去最大の放送局数になった。もともと『オールナイトニッポン2部』が放送されていた当初は、多くの局がメンテナンス（送信所・中継局の保守点検）の為、午前3時で放送を休止していたが、1974年にTBSラジオ（当時：東京放送）が『いすゞ歌うヘッドライト〜コックピットのあなたへ〜』を開始すると、2部のネット局の鞍替えや終夜放送化による新規ネットなどが進み、TBSが最大30局ネットとなった時代があった。当枠スタート時点においてもTBSネットを選択していた局が多く、4時飛び降り局を含め11局ネットでのスタートだった。ところが、2020年に新潟放送がTBSラジオから当枠への切り替えを行って以降、徐々に切り替えを行う事例が発生し、ついにネット局数が逆転するまでになった。その後もネット局数が増加し、2025年春改編時点では1部とほぼ変わらない35局ネットとなっている。

## 放送時間の変遷
2012年4月3日から2014年9月26日深夜（27日未明）までラジオ放送・NOTTV共に火曜日 - 土曜日の3:00 - 5:00に生放送されていた。
2014年9月29日深夜（30日未明）の放送分から、火曜から金曜の早朝の時間帯である4:30-6:00にかけて新たな放送枠が設けられたため（『山口良一 今日もいきいきあさ活ニッポン』→『上柳昌彦 あさぼらけ』）、月曜から木曜深夜（火曜日から金曜日未明）は3:00 - 4:30の90分枠に短縮されたが、NOTTVは変わらずに4:30 - 5:00に生放送された。金曜は従来通り3:00 - 5:00の2時間枠である。
2016年3月28日深夜（29日未明）の放送分から、NOTTVの同時生放送が終了し、新たにLINE LIVEの同時生配信に変更された。同時生配信はラジオ放送と同じく、月曜日から木曜日の深夜（火曜日 - 金曜日未明）の3:00 - 4:30、金曜日深夜（土曜日未明）の3:00 - 5:00で、終了直後に別枠で『LINE LIVE限定アフタートーク』が生配信されていたが、2018年3月30日深夜（31日未明）に番組本編とアフタートークの生配信が終了した。
2018年4月2日深夜（3日未明）放送分から「オールナイトニッポンR」がこの番組へ統合され、金曜日深夜（土曜日未明）と土曜日深夜（日曜日未明）のみ、3:00 - 5:00の2時間枠の『オールナイトニッポン0(ZERO)』として放送されている。ただし、土曜日深夜（日曜日未明）は「オールナイトニッポンR」と同様に制作局であるニッポン放送が3:00 - 4:30までの放送で、4:30以降はフルネットしているネット局向けに裏送りで放送していた。
2019年4月1日深夜（2日未明）放送分からはMixChannelにて1年ぶりに月曜日から金曜日の深夜（火曜日 - 土曜日未明）に映像の同時生配信が再開された。なお、LINE LIVEでの配信時と同様の2本立て体制となった。
2021年1月2日深夜（3日未明）から、これまでニッポン放送で日曜未明に放送してきた20分の宗教番組『幸福への出発』が、2020年12月26日深夜（27日未明）をもって終了となり、ニッポン放送における『オールナイトニッポン0(ZERO)』の土曜版の放送時間が20分拡大されて、放送終了時間が4:50に変更になった。なお、残りの4:50-5:00の10分間は、引き続きネット局向けに裏送りで放送している（ニッポン放送では『週刊 なるほど!ニッポン』を放送）。
2021年3月29日深夜（30日未明）の放送から、平日版において最後まで4時で飛び降りていた西日本放送がフルネットへ移行したため、3時台で一旦放送を締めて、ステブレと4時の時報を挟む方式を取りやめ、ニッポン放送では4時の時報も乗せなくなった（一部のネット局では4時の時報をかぶせている）。一方で、同年4月2日深夜（3日未明）より平日版のネットを開始した東海ラジオ放送では金曜深夜分のみ4:30で飛び降りとなるため、「東海ラジオでお聞きの皆様とはお別れです。」の降りコメントを挿入するようになった。しかし、2023年3月31日をもって、東海ラジオも金曜深夜分の放送をフルネットとするため、2023年3月24日をもって降りコメントは廃止となった。
土曜版の裏送り体制は『週刊 なるほど!ニッポン』の放送時間移動に伴い、2024年3月30日深夜（31日未明）で廃止され、ニッポン放送でも2時間フルネットとなった。

## レギュラーパーソナリティ
パーソナリティーは「新たな人材を発掘すること」を理由に、毎年春改編をもって原則全て入れ替わっていたが、2016年以降は三四郎を皮切りに枠移動などで継続する番組が増えている。

### 現在のパーソナリティ
曜日は番組上で使われる表現で、日付は暦日（その翌日）で記載。基本的にオープニングテーマは番宣CMでも用いられる。
| 曜日                 | 放送開始日    | パーソナリティ   | タイトル                                              | オープニング                     |
| -------------------- | ------------- | ---------------- | ----------------------------------------------------- | -------------------------------- |
| 月曜日               | 2025年4月1日  | キタニタツヤ     | キタニタツヤのオールナイトニッポン0(ZERO)             | SUPERCAR「Hello」                |
| 火曜日               | 2023年4月5日  | あの             | あののオールナイトニッポン0(ZERO)                     | ゆらゆら帝国「発光体」           |
| 水曜日               | 2019年4月4日  | 佐久間宣行       | 佐久間宣行のオールナイトニッポン0(ZERO)               | アヴィーチー「Waiting For Love」 |
| 木曜日               | 2021年4月2日  | マヂカルラブリー | マヂカルラブリーのオールナイトニッポン0(ZERO)         | 植松伸夫「ゴールドソーサー」     |
| 金曜日               | 2021年4月3日  | 三四郎           | 三四郎のオールナイトニッポン0(ZERO)                   | MIYAVI「Ahead Of The Light」     |
| 第1 - 第3・第4土曜日 | 2018年4月8日  | 週替わり         | ○○（パーソナリティー名）のオールナイトニッポン0(ZERO) | 「BITTERSWEET SAMBA」            |
| 最終土曜日           | 2024年4月28日 | ヤーレンズ       | ヤーレンズのオールナイトニッポン0(ZERO)               | 「BITTERSWEET SAMBA」            |

### 週替わりパーソナリティ一覧
日付は番組上使われる表現（暦日の前日）で記載。
()付きはレギュラーパーソナリティ。
(健)印は健太郎のオールナイトニッポン0(ZERO)
(W)印はWANIMAのオールナイトニッポン〜1 CHANCE NIGHT FEVER〜
(A)印はAKIのオールナイトニッポン0(ZERO)〜eスポーツSP〜
(水)印は水溜りボンドのオールナイトニッポン0(ZERO)
(S)印はオールナイトニッポン0(ZERO)〜エンタメナイト〜
(松)印は日向坂46・松田好花のオールナイトニッポン0(ZERO)
(ヤ)印はヤーレンズのオールナイトニッポン0(ZERO)

#### 土曜日
| 2018年（平成30年）          | 2018年（平成30年） | 2018年（平成30年）       | 2018年（平成30年） | 2018年（平成30年） | 2018年（平成30年） | 2018年（平成30年）                  | 2018年（平成30年） | 2018年（平成30年） | 2018年（平成30年） | 2018年（平成30年） |
| --------------------------- | ------------------ | ------------------------ | ------------------ | ------------------ | ------------------ | ----------------------------------- | ------------------ | ------------------ | ------------------ | ------------------ |
| 4月                         | 7日                | 決戦!お笑い有楽城        | 14日               | 梅棒               | 21日               | (健)                                | (健)               | (健)               | 28日               | (W)                |
| 5月                         | 5日                | 相席スタート             | 12日               | LiSA               | 19日               | (健)                                | (健)               | (健)               | 26日               | (W)                |
| 6月                         | 2日                | THE ORAL CIGARETTES      | 9日                | 岡野陽一           | 16日               | (健)                                | 23日               | ターリーターキー   | 30日               | (W)                |
| 7月                         | 7日                | 渋谷龍太（SUPER BEAVER） | 14日               | FIRE HIP’S         | 21日               | (健)                                | (健)               | (健)               | 28日               | (W)                |
| 8月                         | 4日                | 濱田祐太郎               | 11日               | s**t kingz         | 18日               | (健)                                | (健)               | (健)               | 25日               | (W)                |
| 9月                         | 1日                | 次長課長                 | 8日                | 玉川美沙           | 15日               | 決戦!お笑い有楽城10周年スペシャル!! | 22日               | (健)               | 29日               | (W)                |
| 10月                        | 6日                | (A)                      | 13日               | 04 Limited Sazabys | 20日               | (健)                                | (健)               | (健)               | 27日               | (W)                |
| 11月                        | 3日                | (A)                      | 10日               | フェアリーズ       | 17日               | (健)                                | (健)               | (健)               | 24日               | (W)                |
| 12月                        | 1日                | (A)                      | 8日                | FLOW               | 15日               | 上田慎一郎                          | 22日               | (健)               | 29日               | (W)                |
| 注SAT2018 1. 2. 3. 4. 5. 6. |                    |                          |                    |                    |                    |                                     |                    |                    |                    |                    |

| 2019年（平成31年/令和元年）                  | 2019年（平成31年/令和元年） | 2019年（平成31年/令和元年） | 2019年（平成31年/令和元年） | 2019年（平成31年/令和元年） | 2019年（平成31年/令和元年） | 2019年（平成31年/令和元年）                    | 2019年（平成31年/令和元年）                    | 2019年（平成31年/令和元年）                    | 2019年（平成31年/令和元年） | 2019年（平成31年/令和元年）        |
| -------------------------------------------- | --------------------------- | --------------------------- | --------------------------- | --------------------------- | --------------------------- | ---------------------------------------------- | ---------------------------------------------- | ---------------------------------------------- | --------------------------- | ---------------------------------- |
| 1月                                          | 5日                         | (A)                         | 12日                        | 真琴つばさ・壱城あずさ      | 19日                        | (健)                                           | 26日                                           | (W)                                            |                             |                                    |
| 2月                                          | 2日                         | (A)                         | 9日                         | 川上アキラ                  | 16日                        | (健)                                           | 23日                                           | (W)                                            |                             |                                    |
| 3月                                          | 2日                         | (A)                         | 9日                         | 宮下草薙                    | 16日                        | (健)                                           | 23日                                           | (W)                                            | 30日                        | 決戦!お笑い有楽城                  |
| 4月                                          | 6日                         | (A)                         | 13日                        | オカダ・カズチカ            | 20日                        | トム・ブラウン                                 | 27日                                           | 松井玲奈                                       | 松井玲奈                    | 松井玲奈                           |
| 5月                                          | 4日                         | (A)                         | 11日                        | スフィア                    | 18日                        | chelmico                                       | 25日                                           | 熊川みゆ                                       | 熊川みゆ                    | 熊川みゆ                           |
| 6月                                          | 1日                         | (A)                         | 8日                         | EXIT                        | 15日                        | すとぷり                                       | 22日                                           | フレンズ                                       | 29日                        | MixChannel SP                      |
| 7月                                          | 6日                         | (A)                         | 13日                        | 水溜りボンド                | 20日                        | 日向坂46                                       | 27日                                           | 藤井風                                         | 藤井風                      | 藤井風                             |
| 8月                                          | 3日                         | (A)                         | 10日                        | ポッキー（YouTuber）        | 17日                        | かが屋                                         | 24日                                           | ハナコ                                         | 31日                        | 弘中綾香（テレビ朝日アナウンサー） |
| 9月                                          | 7日                         | (A)                         | 14日                        | 決戦!お笑い有楽城           | 21日                        | XYZ                                            | 28日                                           | NEXT IDOL GRANDPRIX SP                         | NEXT IDOL GRANDPRIX SP      | NEXT IDOL GRANDPRIX SP             |
| 10月                                         | 5日                         | (A)                         | 12日                        | 日向坂46                    | 19日                        | 峯田和伸（銀杏BOYZ）・山口隆（サンボマスター） | 峯田和伸（銀杏BOYZ）・山口隆（サンボマスター） | 峯田和伸（銀杏BOYZ）・山口隆（サンボマスター） | 26日                        | ふぉ〜ゆ〜                         |
| 11月                                         | 2日                         | (A)                         | 9日                         | カジサック                  | 16日                        | ファーストサマーウイカ（BILLIE IDLE）          | 23日                                           | どぶろっく                                     | 30日                        | モリワキユイ                       |
| 12月                                         | 7日                         | (A)                         | 14日                        | ジェニーハイ                | 21日                        | MixChannel SP                                  | 28日                                           | スタンダップコーギー                           | スタンダップコーギー        | スタンダップコーギー               |
| 注SAT2019 1. 2. 3. 4. 5. 6. 7. 8. 9. 10. 11. |                             |                             |                             |                             |                             |                                                |                                                |                                                |                             |                                    |

| 2020年（令和2年）                            | 2020年（令和2年） | 2020年（令和2年） | 2020年（令和2年） | 2020年（令和2年）        | 2020年（令和2年） | 2020年（令和2年）            | 2020年（令和2年） | 2020年（令和2年）      | 2020年（令和2年）      | 2020年（令和2年）                              |
| -------------------------------------------- | ----------------- | ----------------- | ----------------- | ------------------------ | ----------------- | ---------------------------- | ----------------- | ---------------------- | ---------------------- | ---------------------------------------------- |
| 1月                                          | 4日               | (A)               | 11日              | 藤井風                   | 18日              | 伊藤沙莉                     | 25日              | 赤もみじ               | 赤もみじ               | 赤もみじ                                       |
| 2月                                          | 1日               | (A)               | 8日               | 川上アキラ               | 15日              | かが屋                       | 22日              | 日向坂46               | 29日                   | 西尾夕紀・松坂ゆうき・みはる                   |
| 3月                                          | 7日               | (A)               | 14日              | ニガミ17才               | 21日              | MixChannel SP                | 28日              | 決戦!お笑い有楽城      | 決戦!お笑い有楽城      | 決戦!お笑い有楽城                              |
| 4月                                          | 4日               | (A)               | 11日              | 根本宗子・長井短         | 18日              | マヂカルラブリー             | 25日              | ぺこぱ                 | ぺこぱ                 | ぺこぱ                                         |
| 5月                                          | 2日               | (A)               | 9日               | しなの椰惠               | 16日              | PassCode                     | 23日              | 鬼越トマホーク         | 30日                   | 藤井風                                         |
| 6月                                          | 6日               | (A)               | 13日              | 佐藤栞里                 | 20日              | 渋谷龍太（SUPER BEAVER）     | 27日              | 橋本学（ハルカミライ） | 橋本学（ハルカミライ） | 橋本学（ハルカミライ）                         |
| 7月                                          | 4日               | (A)               | 11日              | 鬼越トマホーク           | 18日              | YOASOBI                      | 25日              | 四千頭身               | 四千頭身               | 四千頭身                                       |
| 8月                                          | 1日               | (A)               | 8日               | 伊藤健太郎               | 15日              | はっとり（マカロニえんぴつ） | 22日              | Novelbright            | 29日                   | ミクチャSP                                     |
| 9月                                          | 5日               | (A)               | 12日              | ティモンディ             | 19日              | Saucy Dog                    | 26日              | アンガールズ           | アンガールズ           | アンガールズ                                   |
| 10月                                         | 3日               | (A)               | 10日              | 神木隆之介               | 17日              | 高橋優                       | 24日              | 日向坂46               | 31日                   | 峯田和伸（銀杏BOYZ）・山口隆（サンボマスター） |
| 11月                                         | 7日               | (A)               | 14日              | ビッケブランカ・岡崎体育 | 21日              | 丸山礼                       | 28日              | 森川葵                 | 森川葵                 | 森川葵                                         |
| 12月                                         | 5日               | (A)               | 12日              | Vaundy                   | 19日              | 髙橋ひかる                   | 26日              | ミクチャ年末SP         | ミクチャ年末SP         | ミクチャ年末SP                                 |
| 注SAT2020 1. 2. 3. 4. 5. 6. 7. 8. 9. 10. 11. |                   |                   |                   |                          |                   |                              |                   |                        |                        |                                                |

| 2021年（令和3年）                        | 2021年（令和3年） | 2021年（令和3年） | 2021年（令和3年） | 2021年（令和3年）           | 2021年（令和3年）           | 2021年（令和3年）           | 2021年（令和3年） | 2021年（令和3年）                  | 2021年（令和3年） | 2021年（令和3年） |
| ---------------------------------------- | ----------------- | ----------------- | ----------------- | --------------------------- | --------------------------- | --------------------------- | ----------------- | ---------------------------------- | ----------------- | ----------------- |
| 1月                                      | 2日               | (A)               | 9日               | コロコロチキチキペッパーズ  | 16日                        | ZOC                         | 23日              | すゑひろがりず                     | 30日              | LIVE in smash.    |
| 2月                                      | 6日               | (A)               | 13日              | 令和ロマン                  | 20日                        | 錦鯉                        | 錦鯉              | 錦鯉                               | 27日              | LIVE in smash.    |
| 3月                                      | 6日               | (A)               | 13日              | 秋山黄色                    | 20日                        | ミクチャNIG SP              | ミクチャNIG SP    | ミクチャNIG SP                     | 27日              | LIVE in smash.    |
| 4月                                      | 3日               | 高柳明音（SKE48） | 高柳明音（SKE48） | 高柳明音（SKE48）           | 10日                        | 決戦!お笑い有楽城           | 17日              | 梅田サイファー                     | 24日              | (水)              |
| 5月                                      | 1日               | (S)               | 8日               | トム・ブラウン              | 15日                        | TENDOUJI                    | 22日              | 鬼越トマホーク                     | 29日              | (水)              |
| 6月                                      | 5日               | (S)               | 12日              | 蛙亭                        | 19日                        | 伊沢拓司                    | 伊沢拓司          | 伊沢拓司                           | 26日              | (水)              |
| 7月                                      | 3日               | (S)               | 10日              | XXCLUB                      | 17日                        | Mom                         | 24日              | ミクチャ夏SP                       | 31日              | (水)              |
| 8月                                      | 7日               | (S)               | 14日              | 渡邊圭祐                    | 21日                        | SOMETIME'S                  | SOMETIME'S        | SOMETIME'S                         | 28日              | (水)              |
| 9月                                      | 4日               | (S)               | 11日              | 平成ノブシコブシ            | 18日                        | 根本宗子・長井短            | 根本宗子・長井短  | 根本宗子・長井短                   | 25日              | (水)              |
| 10月                                     | 2日               | (S)               | 9日               | 決戦!お笑い有楽城           | 16日                        | そいつどいつ                | 23日              | 水卜麻美（日本テレビアナウンサー） | 30日              | (水)              |
| 11月                                     | 6日               | にしな            | 13日              | 刀剣乱舞2.5ラジオスペシャル | 刀剣乱舞2.5ラジオスペシャル | 刀剣乱舞2.5ラジオスペシャル | 20日              | まんじゅう大帝国                   | 27日              | (水)              |
| 12月                                     | 4日               | D.Y.T             | 11日              | ミクチャ年末SP              | 18日                        | 渋谷凪咲（NMB48）           | 渋谷凪咲（NMB48） | 渋谷凪咲（NMB48）                  | 25日              | (水)              |
| 注SAT2021 1. 2. 3. 4. 5. 6. 7. 8. 9. 10. |                   |                   |                   |                             |                             |                             |                   |                                    |                   |                   |

| 2022年（令和4年）                                                | 2022年（令和4年） | 2022年（令和4年）               | 2022年（令和4年）               | 2022年（令和4年）               | 2022年（令和4年） | 2022年（令和4年） | 2022年（令和4年） | 2022年（令和4年）               | 2022年（令和4年）               | 2022年（令和4年）               |
| ---------------------------------------------------------------- | ----------------- | ------------------------------- | ------------------------------- | ------------------------------- | ----------------- | ----------------- | ----------------- | ------------------------------- | ------------------------------- | ------------------------------- |
| 1月                                                              | 1日               | iScream                         | 8日                             | コットン                        | 15日              | Ado               | 22日              | 長屋晴子（緑黄色社会）          | 29日                            | (水)                            |
| 2月                                                              | 5日               | BALLISTIK BOYZ from EXILE TRIBE | BALLISTIK BOYZ from EXILE TRIBE | BALLISTIK BOYZ from EXILE TRIBE | 12日              | ランジャタイ      | 19日              | 髙橋ひかる                      | 26日                            | (水)                            |
| 3月                                                              | 5日               | FANTASTICS from EXILE TRIBE     | FANTASTICS from EXILE TRIBE     | FANTASTICS from EXILE TRIBE     | 12日              | WATWING           | 19日              | ミクチャ春SP                    | 26日                            | (水)                            |
| 4月                                                              | 2日               | DEEP SQUAD                      | 9日                             | 決戦!お笑い有楽城               | 16日              | My Hair is Bad    | 23日              | 見取り図                        | 30日                            | 橘花怜（いぎなり東北産）        |
| 5月                                                              | 7日               | ランパンプス                    | 14日                            | ブチギレ氏原（GGチャンネル）    | 21日              | あの              | 28日              | BALLISTIK BOYZ from EXILE TRIBE | BALLISTIK BOYZ from EXILE TRIBE | BALLISTIK BOYZ from EXILE TRIBE |
| 6月                                                              | 4日               | ダニエルズ                      | 11日                            | Dios                            | 18日              | 佐藤栞里          | 25日              | ロングコートダディ              | ロングコートダディ              | ロングコートダディ              |
| 7月                                                              | 2日               | 福本莉子                        | 9日                             | こがけん                        | 16日              | Kroi              | 23日              | ストレッチーズ                  | 30日                            | Tani Yuuki                      |
| 8月                                                              | 6日               | BIM                             | 13日                            | 鬼越トマホーク                  | 20日              | 田中圭            | 27日              | FANTASTICS from EXILE TRIBE     | FANTASTICS from EXILE TRIBE     | FANTASTICS from EXILE TRIBE     |
| 9月                                                              | 3日               | 尾関梨香（櫻坂46）              | 10日                            | 佐々木チワワ                    | 17日              | くるり            | 24日              | 叶姉妹                          | 叶姉妹                          | 叶姉妹                          |
| 10月                                                             | 1日               | 決戦!お笑い有楽城               | 8日                             | 原因は自分にある。              | 15日              | ふぉ〜ゆ〜        | 22日              | 朝井リョウ・加藤千恵            | 29日                            | コットン                        |
| 11月                                                             | 5日               | D.Y.T                           | 12日                            | さんぽ                          | 19日              | 成田悠輔          | 26日              | 佐藤千亜妃                      | 佐藤千亜妃                      | 佐藤千亜妃                      |
| 12月                                                             | 3日               | ツユ                            | 10日                            | あの                            | 17日              | オジンオズボーン  | 24日              | SixTONES                        | 31日                            | 三四郎                          |
| 注SAT2022 1. 2. 3. 4. 5. 6. 7. 8. 9. 10. 11. 12. 13. 14. 15. 16. |                   |                                 |                                 |                                 |                   |                   |                   |                                 |                                 |                                 |

| 2023年（令和5年）                                                            | 2023年（令和5年） | 2023年（令和5年）    | 2023年（令和5年） | 2023年（令和5年） | 2023年（令和5年） | 2023年（令和5年）                     | 2023年（令和5年）   | 2023年（令和5年）                              | 2023年（令和5年） | 2023年（令和5年）    |
| ---------------------------------------------------------------------------- | ----------------- | -------------------- | ----------------- | ----------------- | ----------------- | ------------------------------------- | ------------------- | ---------------------------------------------- | ----------------- | -------------------- |
| 1月                                                                          | 7日               | iScream              | 14日              | いぎなり東北産    | 21日              | 今野大輝 （7 MEN 侍 / ジャニーズJr.） | 28日                | オッパショ石                                   | オッパショ石      | オッパショ石         |
| 2月                                                                          | 4日               | Yaffle               | 11日              | ラフ×ラフ         | 18日              | 電気グルーヴ                          | 25日                | 佐藤満春                                       | 佐藤満春          | 佐藤満春             |
| 3月                                                                          | 4日               | (sic)boy             | 11日              | 田津原理音        | 18日              | ファーストサマーウイカ                | 25日                | ルナとお琴                                     | ルナとお琴        | ルナとお琴           |
| 4月                                                                          | 1日               | imase                | 8日               | 決戦!お笑い有楽城 | 15日              | トム・ブラウン                        | 22日                | ロングコートダディ                             | 29日              | NEE                  |
| 5月                                                                          | 6日               | あかせあかり         | 13日              | Hakuna SP         | 20日              | 須田景凪                              | 27日                | 豆鉄砲                                         | 豆鉄砲            | 豆鉄砲               |
| 6月                                                                          | 3日               | 原因は自分にある。   | 10日              | 焚火会            | 17日              | ギャロップ                            | 24日                | ちゃんぴおんず                                 | ちゃんぴおんず    | ちゃんぴおんず       |
| 7月                                                                          | 1日               | HANDSIGN             | 8日               | キタニタツヤ      | 15日              | 富田望生                              | 22日                | 峯田和伸（銀杏BOYZ）・山口隆（サンボマスター） | 29日              | お見送り芸人しんいち |
| 8月                                                                          | 5日               | シキ（Awkmiu）       | 12日              | 上坂あゆ美        | 19日              | Hakuna SP                             | 26日                | レインボー                                     | レインボー        | レインボー           |
| 9月                                                                          | 2日               | 朝井リョウ・加藤千恵 | 9日               | 鈴木実貴子ズ      | 16日              | マシンガンズ                          | 23日                | ao                                             | 30日              | 決戦!お笑い有楽城    |
| 10月                                                                         | 7日               | 原因は自分にある。   | 14日              | くるり            | 21日              | やす子                                | やす子              | やす子                                         | 28日              | (松)                 |
| 11月                                                                         | 4日               | ノースリーブス       | 11日              | ひつじねいり      | 18日              | ヤバイTシャツ屋さん                   | ヤバイTシャツ屋さん | ヤバイTシャツ屋さん                            | 25日              | (松)                 |
| 12月                                                                         | 2日               | 錦笑亭満堂           | 9日               | PEOPLE 1          | 16日              | サルゴリラ                            | 23日                | おいでやす小田                                 | 30日              | (松)                 |
| 注SAT2023 1. 2. 3. 4. 5. 6. 7. 8. 9. 10. 11. 12. 13. 14. 15. 16. 17. 18. 19. |                   |                      |                   |                   |                   |                                       |                     |                                                |                   |                      |

| 2024年（令和6年）                                | 2024年（令和6年） | 2024年（令和6年）      | 2024年（令和6年） | 2024年（令和6年）                   | 2024年（令和6年） | 2024年（令和6年）     | 2024年（令和6年）     | 2024年（令和6年）     | 2024年（令和6年） | 2024年（令和6年） |
| ------------------------------------------------ | ----------------- | ---------------------- | ----------------- | ----------------------------------- | ----------------- | --------------------- | --------------------- | --------------------- | ----------------- | ----------------- |
| 1月                                              | 6日               | ICE                    | 13日              | ヤーレンズ                          | 20日              | Chilli Beans.         | Chilli Beans.         | Chilli Beans.         | 27日              | (松)              |
| 2月                                              | 3日               | BAD HOP                | 10日              | ムツムロ アキラ（ハンブレッダーズ） | 17日              | カセットガール        | カセットガール        | カセットガール        | 24日              | (松)              |
| 3月                                              | 2日               | 中村未来（Cö shu Nie） | 9日               | 決戦!お笑い有楽城                   | 16日              | 17LIVEスペシャル      | 23日                  | ルシファー吉岡        | 30日              | (松)              |
| 4月                                              | 6日               | Furui Riho             | 13日              | TCクラクション                      | 20日              | 街裏ぴんく            | 街裏ぴんく            | 街裏ぴんく            | 27日              | (ヤ)              |
| 5月                                              | 4日               | ロザリーナ             | 11日              | トム・ブラウン                      | 18日              | えびしゃ              | えびしゃ              | えびしゃ              | 25日              | (ヤ)              |
| 6月                                              | 1日               | シキ（Awkmiu）         | 8日               | ガクテンソク                        | 15日              | Travis Japan          | 22日                  | SARUKANI              | 29日              | (ヤ)              |
| 7月                                              | 6日               | 僕が見たかった青空     | 13日              | ママタルト                          | 20日              | 乃紫                  | 乃紫                  | 乃紫                  | 27日              | (ヤ)              |
| 8月                                              | 3日               | Reol                   | 10日              | 伊藤亜和                            | 17日              | EBiDAN                | 24日                  | 朝井リョウ・加藤千恵  | 31日              | (ヤ)              |
| 9月                                              | 7日               | Aqua Timez             | 14日              | 千葉雄喜                            | 21日              | 17LIVEスペシャル      | 17LIVEスペシャル      | 17LIVEスペシャル      | 28日              | (ヤ)              |
| 10月                                             | 5日               | 永野                   | 12日              | 決戦!お笑い有楽城                   | 19日              | 作間龍斗（HiHi Jets） | 作間龍斗（HiHi Jets） | 作間龍斗（HiHi Jets） | 26日              | (ヤ)              |
| 11月                                             | 2日               | WATWING                | 9日               | ちぇく田                            | 16日              | 佐藤満春              | 23日                  | Eve                   | 30日              | (ヤ)              |
| 12月                                             | 7日               | 原因は自分にある。     | 14日              | FUJIWARA                            | 21日              | ラブレターズ          | ラブレターズ          | ラブレターズ          | 28日              | (ヤ)              |
| 注SAT2024 1. 2. 3. 4. 5. 6. 7. 8. 9. 10. 11. 12. |                   |                        |                   |                                     |                   |                       |                       |                       |                   |                   |

| 2025年（令和7年）              | 2025年（令和7年） | 2025年（令和7年）     | 2025年（令和7年） | 2025年（令和7年） | 2025年（令和7年） | 2025年（令和7年）      | 2025年（令和7年） | 2025年（令和7年） | 2025年（令和7年） | 2025年（令和7年） |
| ------------------------------ | ----------------- | --------------------- | ----------------- | ----------------- | ----------------- | ---------------------- | ----------------- | ----------------- | ----------------- | ----------------- |
| 1月                            | 4日               | ReoNa                 | 11日              | 矢作萌夏          | 18日              | 川崎鷹也               | 川崎鷹也          | 川崎鷹也          | 25日              | (ヤ)              |
| 2月                            | 1日               | デラックス×デラックス | 8日               | ダンビラムーチョ  | 15日              | tricot                 | tricot            | tricot            | 22日              | (ヤ)              |
| 3月                            | 1日               | ガングリオン          | 8日               | Aooo              | 15日              | =LOVE                  | 22日              | 17LIVEスペシャル  | 29日              | (ヤ)              |
| 4月                            | 5日               | 畑芽育                | 12日              | 決戦!お笑い有楽城 | 19日              | SKRYU                  | SKRYU             | SKRYU             | 26日              | (ヤ)              |
| 5月                            | 3日               | 原因は自分にある。    | 10日              | ヒロ・オクムラ    | 17日              | 手がクリームパン       | 24日              | Tele              | 31日              | (ヤ)              |
| 6月                            | 7日               | チャンス大城          | 14日              | 手越祐也          | 21日              | ツートライブ           | ツートライブ      | ツートライブ      | 28日              | (ヤ)              |
| 7月                            | 5日               | トム・ブラウン        | 12日              | Conton Candy      | 19日              | 長濱ねる               | 長濱ねる          | 長濱ねる          | 26日              | (ヤ)              |
| 8月                            | 2日               | 西山智樹・前田大輔    | 9日               | 一ノ瀬ワタル      | 16日              | 正源司陽子（日向坂46） | 23日              | リゼ・ヘルエスタ  | 30日              | (ヤ)              |
| 注SAT2025 1. 2. 3. 4. 5. 6. 7. |                   |                       |                   |                   |                   |                        |                   |                   |                   |                   |

#### 月曜日
| 2024年（令和6年）  | 2024年（令和6年） | 2024年（令和6年） | 2024年（令和6年） | 2024年（令和6年） | 2024年（令和6年） | 2024年（令和6年） | 2024年（令和6年） | 2024年（令和6年） | 2024年（令和6年） | 2024年（令和6年） |
| ------------------ | ----------------- | ----------------- | ----------------- | ----------------- | ----------------- | ----------------- | ----------------- | ----------------- | ----------------- | ----------------- |
| 8月                | 5日               | 荘口彰久          | 12日              | 荘口彰久          | 19日              | WATWING           | 26日              | 森香澄            | 森香澄            | 森香澄            |
| 9月                | 2日               | 渋谷凪咲          | 9日               | 星街すいせい      | 16日              | chelmico          | 23日              | キンタロー。      | 30日              | ふぉ〜ゆ〜        |
| 注MON2024 1. 2. 3. |                   |                   |                   |                   |                   |                   |                   |                   |                   |                   |

### 月替わりパーソナリティ一覧
2024年10月から2025年3月まで、月曜日深夜は月替わりでパーソナリティが担当していた。
| 2024年（令和6年） | 2024年（令和6年）  |
| ----------------- | ------------------ |
| 10月              | TOMOO              |
| 11月              | ロングコートダディ |
| 12月              | ゆうちゃみ         |

| 2025年（令和7年） | 2025年（令和7年） |
| ----------------- | ----------------- |
| 1月               | 東京ホテイソン    |
| 2月               | BUDDiiS           |
| 3月               | FRUITS ZIPPER     |

### 過去のパーソナリティ
2012年4月から2013年3月まで務めたパーソナリティはオーディションを行って決定した。
2015年度まではパーソナリティはいずれも1年以下で終了していたが、三四郎は2015年度の火曜日深夜（水曜日未明）から2016年度の金曜日深夜（土曜日未明）に放送枠を移動し2018年度までの3年間、起用された。（その後、2019年度から2年間1部を担当し、2021年度からは0(ZERO)に復帰し2025年度現在も継続している）

2016年度以降の担当パーソナリティは1年以上（曜日移行などを含め）継続している番組が多くなっている。三四郎は2025年度で通算9年目（1部と合わせて11年目）で0(ZERO)担当期間最長を更新し続けている。
| 曜日       | 放送期間                       | パーソナリティ           | タイトル                                              | 備考      |
| ---------- | ------------------------------ | ------------------------ | ----------------------------------------------------- | --------- |
| 月曜日     | 2012年4月3日 - 2013年3月26日   | 和田正人・五十嵐隼士     | 和田正人・五十嵐隼士のオールナイトニッポン0(ZERO)     |           |
| 月曜日     | 2013年4月2日 - 2014年3月25日   | 団長（NoGoD）            | NoGoD団長のオールナイトニッポン0(ZERO)                |           |
| 月曜日     | 2014年4月1日 - 2014年7月1日    | 大原櫻子                 | 大原櫻子のオールナイトニッポン0(ZERO)                 |           |
| 月曜日     | 2014年7月8日 - 2014年9月23日   | 高松豪・たかまつなな     | 高松豪とたかまつななのオールナイトニッポン0(ZERO)     |           |
| 月曜日     | 2014年9月30日 - 2015年3月24日  | 赤い公園                 | 赤い公園のオールナイトニッポン0(ZERO)                 |           |
| 月曜日     | 2015年3月31日 - 2016年3月22日  | Shiggy Jr.               | Shiggy Jr.のオールナイトニッポン0(ZERO)               | [ 注 19 ] |
| 月曜日     | 2016年3月29日 - 2017年3月28日  | 井上苑子                 | 井上苑子のオールナイトニッポン0(ZERO)                 |           |
| 月曜日     | 2017年4月4日 - 2018年3月27日   | ランパンプス             | ランパンプスのオールナイトニッポン0(ZERO)             |           |
| 月曜日     | 2018年4月3日 - 2019年3月26日   | 根本宗子・長井短         | 根本宗子と長井短のオールナイトニッポン0(ZERO)         |           |
| 月曜日     | 2019年4月2日 - 2020年3月24日   | 伊藤健太郎               | 伊藤健太郎のオールナイトニッポン0(ZERO)               | [ 注 20 ] |
| 月曜日     | 2020年3月31日 - 2022年3月29日  | ファーストサマーウイカ   | ファーストサマーウイカのオールナイトニッポン0(ZERO)   |           |
| 月曜日     | 2022年4月5日 - 2024年7月30日   | フワちゃん               | フワちゃんのオールナイトニッポン0(ZERO)               |           |
| 月曜日     | 2024年8月6日 - 2024年10月1日   | 週替わり                 | ○○（パーソナリティー名）のオールナイトニッポン0(ZERO) |           |
| 月曜日     | 2024年10月8日 - 2025年3月25日  | 月替わり                 | ○○（パーソナリティー名）のオールナイトニッポン0(ZERO) |           |
| 火曜日     | 2012年4月4日 - 2013年3月27日   | 久保ミツロウ・能町みね子 | 久保ミツロウ・能町みね子のオールナイトニッポン0(ZERO) | [ 注 21 ] |
| 火曜日     | 2013年4月3日 - 2014年3月26日   | moto                     | motoのオールナイトニッポン0(ZERO)                     |           |
| 火曜日     | 2014年4月2日 - 2015年3月25日   | Czecho No Republic       | Czecho No Republicのオールナイトニッポン0(ZERO)       |           |
| 火曜日     | 2015年4月1日 - 2016年3月23日   | 三四郎                   | 三四郎のオールナイトニッポン0(ZERO)                   | [ 注 22 ] |
| 火曜日     | 2016年3月30日 - 2018年3月28日  | WANIMA                   | WANIMAのオールナイトニッポン0(ZERO)                   | [ 注 23 ] |
| 火曜日     | 2018年4月4日 - 2022年3月30日   | Creepy Nuts              | Creepy Nutsのオールナイトニッポン0(ZERO)              | [ 注 24 ] |
| 火曜日     | 2022年4月6日 - 2023年3月29日   | ぺこぱ                   | ぺこぱのオールナイトニッポン0(ZERO)                   |           |
| 水曜日     | 2012年4月5日 - 2013年3月28日   | SPYAIR                   | SPYAIRのオールナイトニッポン0(ZERO)                   |           |
| 水曜日     | 2013年4月4日 - 2014年3月27日   | シシド・カフカ           | シシド・カフカのオールナイトニッポン0(ZERO)           |           |
| 水曜日     | 2014年4月3日 - 2014年9月25日   | USAGI                    | USAGIのオールナイトニッポン0(ZERO)                    |           |
| 水曜日     | 2014年10月2日 - 2015年3月26日  | チャラン・ポ・ランタン   | チャラン・ポ・ランタンのオールナイトニッポン0(ZERO)   |           |
| 水曜日     | 2015年4月2日 - 2016年3月24日   | 吉田山田                 | 吉田山田のオールナイトニッポン0(ZERO)                 |           |
| 水曜日     | 2016年3月31日 - 2019年3月28日  | 新内眞衣（当時乃木坂46） | 乃木坂46 新内眞衣のオールナイトニッポン0(ZERO)        | [ 注 25 ] |
| 木曜日     | 2012年4月6日 - 2013年3月29日   | Hi-Hi                    | Hi-Hiのオールナイトニッポン0(ZERO)                    |           |
| 木曜日     | 2013年4月5日 - 2014年3月28日   | アルコ&ピース            | アルコ&ピースのオールナイトニッポン0(ZERO)            | [ 注 26 ] |
| 木曜日     | 2014年4月4日 - 2015年3月27日   | ウーマンラッシュアワー   | ウーマンラッシュアワーのオールナイトニッポン0(ZERO)   |           |
| 木曜日     | 2015年4月3日 - 2016年3月25日   | アルコ&ピース            | アルコ&ピースのオールナイトニッポン0(ZERO)            | [ 注 27 ] |
| 木曜日     | 2016年4月1日 - 2017年3月31日   | ニューヨーク             | ニューヨークのオールナイトニッポン0(ZERO)             |           |
| 木曜日     | 2017年4月7日 - 2018年3月30日   | 渋谷龍太（SUPER BEAVER） | 渋谷龍太のオールナイトニッポン0(ZERO)                 | [ 注 28 ] |
| 木曜日     | 2018年4月6日 - 2019年3月29日   | 四千頭身                 | 四千頭身のオールナイトニッポン0(ZERO)                 |           |
| 木曜日     | 2019年4月5日 - 2020年3月27日   | 井口理（King Gnu）       | King Gnu 井口理のオールナイトニッポン0(ZERO)          |           |
| 木曜日     | 2020年4月3日 - 2021年3月26日   | 水溜りボンド             | 水溜りボンドのオールナイトニッポン0(ZERO)             | [ 注 29 ] |
| 金曜日     | 2012年4月7日 - 2013年3月30日   | 本村康祐・西岡隼基       | 本村康祐・西岡隼基のオールナイトニッポン0(ZERO)       | [ 注 30 ] |
| 金曜日     | 2013年4月5日 - 2014年3月28日   | 宇野常寛                 | 宇野常寛のオールナイトニッポン0(ZERO)                 |           |
| 金曜日     | 2014年4月5日 - 2015年3月28日   | ラブレターズ             | ラブレターズのオールナイトニッポン0(ZERO)             |           |
| 金曜日     | 2015年4月4日 - 2016年3月26日   | 朝井リョウ・加藤千恵     | 朝井リョウ&加藤千恵のオールナイトニッポン0(ZERO)      |           |
| 金曜日     | 2016年4月2日 - 2019年3月30日   | 三四郎                   | 三四郎のオールナイトニッポン0(ZERO)                   | [ 注 31 ] |
| 金曜日     | 2019年4月6日 - 2021年3月27日   | 霜降り明星               | 霜降り明星のオールナイトニッポン0(ZERO)               | [ 注 32 ] |
| 第1土曜日  | 2018年10月7日 - 2021年3月7日   | AKI                      | AKIのオールナイトニッポン0(ZERO)〜eスポーツSP〜       |           |
| 第1土曜日  | 2021年5月2日 - 2021年10月3日   | SKE48                    | オールナイトニッポン0(ZERO)〜エンタメナイト〜         | [ 注 33 ] |
| 第3土曜日  | 2018年4月22日 - 2019年3月16日  | 健太郎→伊藤健太郎        | 健太郎のオールナイトニッポン0(ZERO)                   | [ 注 34 ] |
| 第4土曜日  | 2018年4月29日 - 2019年3月23日  | WANIMA                   | WANIMAのオールナイトニッポン〜1 CHANCE NIGHT FEVER〜  | [ 注 35 ] |
| 最終土曜日 | 2021年4月25日 - 2022年3月27日  | 水溜りボンド             | 水溜りボンドのオールナイトニッポン0(ZERO)             |           |
| 最終土曜日 | 2023年10月28日 - 2024年3月30日 | 松田好花（日向坂46）     | 日向坂46・松田好花のオールナイトニッポン0(ZERO)       | [ 注 36 ] |

| 期間    | 期間    | 月曜日                  | 火曜日                  | 水曜日                 | 木曜日                    | 金曜日              | 土曜日                                         |
| ------- | ------- | ----------------------- | ----------------------- | ---------------------- | ------------------------- | ------------------- | ---------------------------------------------- |
| 2012.04 | 2013.03 | 和田正人 五十嵐隼士     | 久保ミツロウ 能町みね子 | SPYAIR                 | Hi-Hi                     | 本村康祐 西岡隼基   | オールナイトニッポンR （週替わり）             |
| 2013.04 | 2014.03 | 団長 （NoGoD）          | moto                    | シシド・カフカ         | アルコ＆ピース            | 宇野常寛            | オールナイトニッポンR （週替わり）             |
| 2014.04 | 2014.06 | 大原櫻子                | Czecho No Republic      | USAG                   | ウーマン ラッシュアワー   | ラブレターズ        | オールナイトニッポンR （週替わり）             |
| 2014.07 | 2014.09 | 高松豪 たかまつなな     | Czecho No Republic      | USAG                   | ウーマン ラッシュアワー   | ラブレターズ        | オールナイトニッポンR （週替わり）             |
| 2014.10 | 2015.03 | 赤い公園                | Czecho No Republic      | チャラン・ポ・ランタン | ウーマン ラッシュアワー   | ラブレターズ        | オールナイトニッポンR （週替わり）             |
| 2015.04 | 2016.03 | Shiggy Jr.              | 三四郎                  | 吉田山田               | アルコ&ピース             | 朝井リョウ 加藤千恵 | オールナイトニッポンR （週替わり）             |
| 2016.04 | 2017.03 | 井上苑子                | WANIMA                  | 新内眞衣 （乃木坂46）  | ニューヨーク              | 三四郎              | オールナイトニッポンR （週替わり）             |
| 2017.04 | 2018.03 | ランパンプス            | WANIMA                  | 新内眞衣 （乃木坂46）  | 渋谷龍太 （SUPER BEAVER） | 三四郎              | オールナイトニッポンR （週替わり）             |
| 2018.04 | 2018.09 | 根本宗子 長井短         | Creepy Nuts             | 新内眞衣 （乃木坂46）  | 四千頭身                  | 三四郎              | 週替わり 健太郎 WANIMA                         |
| 2018.10 | 2019.03 | 根本宗子 長井短         | Creepy Nuts             | 新内眞衣 （乃木坂46）  | 四千頭身                  | 三四郎              | 週替わり AKI 健太郎 WANIMA                     |
| 2019.04 | 2020.03 | 伊藤健太郎              | Creepy Nuts             | 佐久間宣行             | 井口理 （King Gnu）       | 霜降り明星          | 週替わり AKI                                   |
| 2020.04 | 2021.03 | ファーストサマー ウイカ | Creepy Nuts             | 佐久間宣行             | 水溜りボンド              | 霜降り明星          | 週替わり AKI                                   |
| 2021.04 | 2021.04 | ファーストサマー ウイカ | Creepy Nuts             | 佐久間宣行             | マヂカルラブリー          | 三四郎              | 週替わり 水溜りボンド                          |
| 2021.05 | 2021.10 | ファーストサマー ウイカ | Creepy Nuts             | 佐久間宣行             | マヂカルラブリー          | 三四郎              | エンタメナイト （SKE48） 週替わり 水溜りボンド |
| 2021.11 | 2022.03 | ファーストサマー ウイカ | Creepy Nuts             | 佐久間宣行             | マヂカルラブリー          | 三四郎              | 週替わり 水溜りボンド                          |
| 2022.04 | 2023.03 | フワちゃん              | ぺこぱ                  | 佐久間宣行             | マヂカルラブリー          | 三四郎              | 週替わり                                       |
| 2023.04 | 2023.09 | フワちゃん              | あの                    | 佐久間宣行             | マヂカルラブリー          | 三四郎              | 週替わり                                       |
| 2023.10 | 2024.03 | フワちゃん              | あの                    | 佐久間宣行             | マヂカルラブリー          | 三四郎              | 週替わり 松田好花 （日向坂46）                 |
| 2024.04 | 2024.07 | フワちゃん              | あの                    | 佐久間宣行             | マヂカルラブリー          | 三四郎              | 週替わり ヤーレンズ                            |
| 2024.08 | 2024.09 | 週替わり                | あの                    | 佐久間宣行             | マヂカルラブリー          | 三四郎              | 週替わり ヤーレンズ                            |
| 2024.10 | 2025.03 | 月替わり                | あの                    | 佐久間宣行             | マヂカルラブリー          | 三四郎              | 週替わり ヤーレンズ                            |
| 2025.04 | 現在    | キタニタツヤ            | あの                    | 佐久間宣行             | マヂカルラブリー          | 三四郎              | 週替わり ヤーレンズ                            |

### 枠移動
1部への昇格・1部からの降格の際、関西（KBS京都エリアの京都府・滋賀県を除く）・東海地方では事実上のネットチェンジとなる（オールナイトニッポン#ネット局も参照）

#### 1部への昇格
- 久保ミツロウ・能町みね子（2012年4月から2013年3月まで火曜0(ZERO)を担当した後、2013年4月から2014年3月まで火曜1部を担当）
- アルコ&ピース（2013年4月から2014年3月まで木曜0(ZERO)を担当した後、2014年4月から2015年3月まで金曜1部を担当）
- 三四郎（2015年4月から2016年3月まで火曜0(ZERO)を、2016年4月から2019年3月まで金曜0(ZERO)をそれぞれ担当した後、2019年4月から2021年3月まで金曜1部を担当）
- 新内眞衣（当時乃木坂46）（2016年4月から2019年3月まで水曜0(ZERO)を担当した後、2019年4月から2022年2月まで水曜1部のメインを担当）
- 霜降り明星 （2019年4月から2021年3月まで金曜0(ZERO)を担当した後、2021年4月から金曜1部を担当）
- Creepy Nuts（2018年4月から2022年3月まで火曜0(ZERO)を担当した後、2022年4月から2023年3月まで月曜1部を担当）

#### 1部からの降格
- アルコ&ピース（2014年4月から2015年3月まで金曜1部を担当した後、2015年4月から2016年3月まで木曜0(ZERO)を担当）
- 三四郎（2019年4月から2021年3月まで金曜1部を担当した後、2021年4月から金曜2部0(ZERO)を担当）

#### 0(ZERO)内の移動
- 三四郎（2015年4月から2016年3月まで火曜を担当した後、2016年4月から2019年3月まで金曜を担当）
- WANIMA（2016年4月から2018年3月まで火曜を担当した後、「WANIMAのオールナイトニッポン 〜1 CHANCE NIGHT FEVER〜」として2018年4月から2019年3月まで毎月第4土曜を担当）
- 伊藤健太郎（2018年4月から2019年3月まで毎月第3土曜を担当した後、2019年4月から2020年3月まで月曜を担当）
- 水溜りボンド（2020年4月から2021年3月まで木曜を担当した後、2021年4月から2022年3月まで毎月最終土曜を担当）

#### 他枠から0(ZERO)への移動
- SPYAIR（2012年2月から同年3月まで第4土曜Rを担当した後、2012年4月から2013年3月まで水曜0(ZERO)を担当）
- フワちゃん（2021年4月から2022年3月まで水曜Xを担当した後、2022年4月から2024年7月まで月曜0(ZERO)を担当）
- ぺこぱ（2021年4月から2022年3月まで木曜Xを担当した後、2022年4月から2023年3月まで火曜0(ZERO)を担当）
- キタニタツヤ（2024年4月から2025年3月まで月曜Xを担当した後、2025年4月から月曜0(ZERO)を担当）

#### 0(ZERO)から他枠への移動
- WANIMA（2016年4月から2018年3月まで火曜0(ZERO)を、2018年4月から2019年3月まで毎月第4土曜0(ZERO)をそれぞれ担当した後、「WANIMAのオールナイトニッポン にちようび」として2019年4月から2020年2月まで月1度の日曜を担当）
- 松田好花（日向坂46）（2023年10月から2024年3月まで毎月最終土曜0(ZERO)を担当した後、2024年4月から木曜Xを担当）

#### 特番から0(ZERO)への移動
- Hi-Hi - 2012年1月6日金曜R
- 団長（NoGoD） - 2011年6月3日金曜R
- moto - 2013年2月2日土曜R
- シシド・カフカ - 2012年10月13日土曜R
- アルコ&ピース - 2012年8月31日金曜ZERO／2012年12月1日土曜R／2013年1月5日土曜R
- 大原櫻子 - 2013年12月28日土曜R
- ウーマンラッシュアワー - 2014年1月2日木曜1部／2014年2月14日金曜GOLD
- ラブレターズ - 2012年8月28日火曜ZERO／2013年1月12日土曜R／2013年5月4日土曜R／2013年8月10日土曜R／2013年11月23日土曜R
- 赤い公園 - 2013年8月31日土曜R
- Shiggy Jr. - 2014年9月6日土曜R／2014年12月30日火曜GOLD
- 三四郎 - 2014年3月21日金曜GOLD／2014年5月24日土曜R／2014年8月30日土曜R
- 吉田山田 - 2014年10月11日土曜R
- WANIMA - 2015年12月25日金曜GOLD
- ニューヨーク - 2015年4月11日土曜R
- Creepy Nuts - 2016年11月12日土曜R／2017年1月14日土曜R／2017年9月23日土曜R／2017年12月23日土曜R
- 伊藤健太郎 - 2018年2月4日土曜R
- 佐久間宣行 - 2015年8月29日土曜R
- 井口理 (King Gnu) - 2019年1月4日金曜ZERO
- 霜降り明星 - 2019年1月3日木曜1部
- ファーストサマーウイカ - 2019年11月16日土曜ZERO
- 水溜りボンド - 2019年7月13日土曜ZERO／2020年1月1日水曜ZERO
- マヂカルラブリー - 2020年4月18日土曜ZERO／2020年9月21日月曜ZERO／2021年1月4日月曜1部
- あの - 2022年1月5日水曜ZERO／2022年5月21日土曜ZERO／2022年12月10日土曜ZERO
- 松田好花（日向坂46） - 2023年4月21日木曜X

## スペシャルパーソナリティ

### 2012年
- 以下は『オールナイトニッポン45周年記念・お笑いオールスターウィーク』の一環としての起用（8月31日（30日深夜）は当時木曜レギュラーのHi-Hiがそのまま担当）[22]。
  - 8月28日（27日深夜）：ハライチ
  - 8月29日（28日深夜）：ラブレターズ
  - 8月30日（29日深夜）：鬼ヶ島
  - 9月1日（8月31日深夜）：アルコ&ピース
- 12月25日（24日深夜）：IMALU（『IMALUのオールナイトニッポン0・ラジオ・チャリティー・ミュージックソンスペシャル』のパーソナリティとして。）

### 2013年
- 1月1日（2012年12月31日深夜）：吉田尚記（『吉田尚記のオールナイトニッポン 2013年今旬なヤツらが大集合! お前の夢を叶えちゃうんだZ〜!』のパーソナリティとして。1:00 - 5:00の放送。）
- 2月23日（22日深夜）：オリエンタルラジオ（『たけし みゆき 千春も登場! 伝説のパーソナリティが今を語る オールナイトニッポン45時間スペシャル』の一環として、23日（22日深夜）の同一枠にて放送。NOTTVでは当時金曜レギュラーの本村康祐・西岡隼基が裏送り対応で放送した。）
- 7月4日（3日深夜）：MIYAVI
- 12月25日（24日深夜）：AKB48[注 37]（パーソナリティーを担当した第39回ラジオ・チャリティー・ミュージックソンの一環として放送。）

### 2014年
- 1月1日（2013年12月31日深夜）：吉田尚記（『吉田尚記のオールナイトニッポン 年始めからサブカル!? SP』のパーソナリティとして。1:00 - 5:00の放送。）[23][24]
- 11月4日（3日深夜）：和田正人
- 12月25日（24日深夜）：上柳昌彦・東島衣里（『オールナイトニッポン0・ラジオ・チャリティー・ミュージックソンスペシャル 真夜中の電リク!!』のパーソナリティとして。NOTTVでは当時水曜レギュラーのチャラン・ポ・ランタンが裏送り対応で放送した。本来の放送時間は4:30までだが、この回に限っては「あさ活ニッポン」も休止のため5:00までの放送。4時台ネット局もこれに準じた。）

### 2016年
- 1月1日（2015年12月31日深夜）：オールナイトニッポン 初笑いスペシャル（1:00 - 5:00の放送。）

### 2017年
- 12月25日（24日深夜）：三四郎（『三四郎のオールナイトニッポン0・ラジオ・チャリティー・ミュージックソンスペシャル』のパーソナリティとして。5:00までの放送。日曜日深夜の放送のため、ネット局はミュージックソン実施局のSTVラジオとKBCラジオのみで放送。）

### 2018年
- 以下は『オールナイトニッポン お笑いラジオスターウィーク』の一環としての起用（8月31日（30日深夜）・9月1日（8月31日深夜）は当時木曜・金曜レギュラーの四千頭身・三四郎がそのまま担当）[25]。
  - 8月28日（27日深夜）：東京ホテイソン
  - 8月29日（28日深夜）：さすらいラビー
  - 8月30日（29日深夜）：ミキ
- 12月25日（24日深夜）：Kis-My-Ft2[注 38]（パーソナリティーを担当した第44回ラジオ・チャリティー・ミュージックソンの一環として放送。本来の放送時間は4:30までだが、この回に限っては「あさぼらけ」も休止のため5:00までの放送。4時台ネット局もこれに準じた。）

### 2019年
- 1月1日（2018年12月31日深夜）：三四郎（『三四郎のオールナイトニッポン 2019新春初笑いスペシャル』のパーソナリティとして。1:00 - 5:00の放送。）
- 1月4日（3日深夜）：井口理（King Gnu）
- 6月18日（17日深夜）：BiSH
- 以下は『オールナイトニッポン ミュージックウィーク』の一環としての起用（10月16日（15日深夜）・18日（17日深夜）は当時火曜・木曜レギュラーのCreepy Nuts・井口理がそのまま担当）[26]。
  - 10月15日（14日深夜）：ハマ・オカモト（OKAMOTO'S）
  - 10月17日（16日深夜）：打首獄門同好会
  - 10月19日（18日深夜）：TENDOUJI
- 11月8日（7日深夜）：根本宗子＆長井短
- 12月25日（24日深夜）：Kis-My-Ft2（パーソナリティーを担当した第45回ラジオ・チャリティー・ミュージックソンの一環として放送。本来の放送時間は4:30までだが、この回に限っては「あさぼらけ」も休止のため5:00までの放送。4時台ネット局もこれに準じた。）
- 12月27日（26日深夜）：ハルカミライ

### 2020年
- 1月1日（2019年12月31日深夜）：三四郎（『三四郎のオールナイトニッポン 年越し初笑いスペシャル 2019→2020』のパーソナリティとして。前日23:45 - 5:00の放送。）
- 1月2日（1日深夜）：水溜りボンド
- 1月3日（2日深夜）：森七菜
- 1月4日（3日深夜）：澤野弘之（劇伴作家）
- 1月7日（6日深夜）：3時のヒロイン
- 2月25日（24日深夜）：トム・ブラウン
- 以下は『オールナイトニッポン お笑いラジオスターウィーク2020』の一環としての起用（9月26日（25日深夜）は金曜レギュラーの霜降り明星がそのまま担当）[27]。
  - 9月22日（21日深夜）：マヂカルラブリー
  - 9月23日（22日深夜）：コント村（ゾフィー×ハナコ×ザ・マミィ×かが屋・賀屋）
  - 9月24日（23日深夜）：フワちゃん（ゲスト：森本晋太郎（トンツカタン））
  - 9月25日（24日深夜）：オズワルド
- 12月25日（24日深夜）：Kis-My-Ft2 & SixTONES（パーソナリティーを担当した第46回ラジオ・チャリティー・ミュージックソンの一環として放送。本来の放送時間は4:30までだが、この回に限っては「あさぼらけ」も休止のため5:00までの放送。4時台ネット局もこれに準じた。ミュージックソン実施局で通常ANN0をネットしていない青森放送・中国放送・ラジオ沖縄でも5:00まで放送。）

### 2021年
- 1月1日（2020年12月31日深夜）：三四郎（『三四郎のオールナイトニッポン 年越し初笑いスペシャル2020→2021』のパーソナリティとして。前日23:50 - 4:30の放送。）
- 1月2日（1日深夜）：鬼越トマホーク[28]
- 1月5日（4日深夜）：吉住（ゲスト：阿佐ヶ谷姉妹）[28]
- 1月6日（5日深夜）：YOASOBI[28]
- 3月20日（3月19日）：垣花正・前島花音（『オールナイトニッポン0(ZERO) 〜第44回日本アカデミー賞スペシャル〜』のパーソナリティとして。）
- 5月4日（3日深夜）：Zoomgals[29]
- 12月25日（24日深夜）：SixTONES（パーソナリティーを担当した第47回ラジオ・チャリティー・ミュージックソンの一環として放送。ミュージックソン実施局で通常ANN0をネットしていないラジオ福島・中国放送でも放送。東海ラジオは4:30までの放送。）

### 2022年
- 1月1日（2021年12月31日深夜）：三四郎（『三四郎のオールナイトニッポン 年越し初笑いスペシャル2021→2022』のパーソナリティとして。前日23:50 - 5:00の放送。）
- 1月4日（3日深夜）：ヨネダ2000[30]
- 1月5日（4日深夜）：かてぃん[31]
- 1月6日（5日深夜）：あの[32]
- 1月7日（6日深夜）：オダウエダ[33]
- 以下は、火曜未明（月曜深夜）にパーソナリティを務めるファーストサマーウイカの新型コロナウイルスへの感染が判明したため、そのピンチヒッターとしての起用。
  - 1月25日（24日深夜）：でか美ちゃん
  - 2月1日（1月31日深夜）：高城れに（ももいろクローバーZ）
- 3月12日（11日深夜）：荘口彰久・前島花音（『オールナイトニッポン0(ZERO) 〜第45回日本アカデミー賞スペシャル〜』のパーソナリティとして。）
- 以下は『オールナイトニッポン55周年記念 お笑いラジオスターウィーク』の一環としての起用（8月11日（10日深夜）以外は月曜・火曜・木曜・金曜レギュラーのフワちゃん・ぺこぱ・マヂカルラブリー・三四郎がそのまま担当）。
  - 8月11日（10日深夜）：なすなかにし
- 以下は『オールナイトニッポン55周年記念 オールナイトニッポン MUSIC WEEK』の一環としての起用。
  - 9月13日（12日深夜）：WurtS
  - 9月14日（13日深夜）：どんぐりず
  - 9月15日（14日深夜）：Vaundy
  - 9月16日（15日深夜）：iri
  - 9月17日（16日深夜）：はっとり（マカロニえんぴつ）
- 11月3日（2日深夜）：ヒコロヒー

### 2023年
- 1月3日（2日深夜）：レインボー[34]
- 1月4日（3日深夜）：ヤングスキニー[34]
- 1月5日（4日深夜）：佐藤ミケーラ倭子[34]
- 1月6日（5日深夜）：天才ピアニスト[34]
- 1月7日（6日深夜）：ビスケットブラザーズ[34]
- 3月11日（10日深夜）：荘口彰久・新行市佳（『オールナイトニッポン0(ZERO) 〜第46回日本アカデミー賞スペシャル〜』のパーソナリティとして。）
- 7月25日（24日深夜）：佐藤栞里
- 以下は『オールナイトニッポン お笑いラジオスターウィーク』の一環としての起用（9月15日（14日深夜）・16日（15日深夜）は木曜・金曜レギュラーのマヂカルラブリー・三四郎がそのまま担当）。
  - 9月12日（11日深夜）：さや香
  - 9月13日（12日深夜）：みなみかわ
  - 9月14日（13日深夜）：吉住
- 11月1日（10月31日深夜）：MAZZEL[注 39]

### 2024年
- 1月2日（1日深夜）：ぱーてぃーちゃん[35]
- 1月3日（2日深夜）：超ときめき♡宣伝部[35]
- 1月4日（3日深夜）：キタニタツヤ[35]
- 1月5日（4日深夜）：紅しょうが[35]
- 1月6日（5日深夜）：WATWING[35]
- 3月9日（8日深夜）：荘口彰久・ひろたみゆ紀（『オールナイトニッポン0(ZERO) 〜第47回日本アカデミー賞スペシャル〜』のパーソナリティとして。）
- 4月30日（29日深夜）：=LOVE[注 40]
- 7月17日（16日深夜）：ランジャタイ
- 以下は『ニッポン放送開局70周年記念 オールナイトニッポン MUSIC WEEK』の一環としての起用（9月11日（10日深夜）は火曜レギュラーのあのがそのまま担当）。
  - 9月12日（11日深夜）：ハンブレッダーズ
  - 9月13日（12日深夜）：新しい学校のリーダーズ
  - 9月14日（13日深夜）：IS:SUE[注 41]
- 11月6日（5日深夜）：平成フラミンゴ

### 2025年
- 1月1日（2024年12月31日深夜）：でんぱ組.inc[36][注 42]
- 1月2日（1日深夜）：笠松将[37]
- 1月3日（2日深夜）：ラパルフェ[38]
- 1月4日（3日深夜）：コレサワ[39]
- 3月15日（14日深夜）：コトブキツカサ（『オールナイトニッポン0(ZERO) 〜第48回日本アカデミー賞スペシャル〜』のパーソナリティとして。）
- 5月14日（13日深夜）：HANA
- 7月16日（15日深夜）：紅しょうが

## ネット局

### 平日深夜
| 放送対象地域   | 放送局名                     | 放送時間                     | 放送時間                     | 放送期間                                     | 備考                |
| 放送対象地域   | 放送局名                     | 月曜 - 木曜（火曜 - 金曜）   | 金曜 （土曜）                | 放送期間                                     | 備考                |
| -------------- | ---------------------------- | ---------------------------- | ---------------------------- | -------------------------------------------- | ------------------- |
| 関東広域圏     | ニッポン放送 (LF)            | 27:00 - 28:30（3:00 - 4:30） | 27:00 - 29:00（3:00 - 5:00） | 2012年4月2日 -                               | 制作局              |
| 北海道         | STVラジオ                    | 27:00 - 28:30（3:00 - 4:30） | 27:00 - 29:00（3:00 - 5:00） | 2012年4月2日 -                               | [ 注 43 ]           |
| 栃木県         | 栃木放送 (CRT)               | 27:00 - 28:30（3:00 - 4:30） | 27:00 - 29:00（3:00 - 5:00） | 2012年4月2日 -                               |                     |
| 茨城県         | LuckyFM茨城放送              | 27:00 - 28:30（3:00 - 4:30） | 27:00 - 29:00（3:00 - 5:00） | 2012年4月2日 -                               |                     |
| 京都府・滋賀県 | 京都放送 (KBS)               | 27:00 - 28:30（3:00 - 4:30） | 27:00 - 29:00（3:00 - 5:00） | 2012年4月2日 -                               |                     |
| 兵庫県         | ラジオ関西 (CRK)             | 27:00 - 28:30（3:00 - 4:30） | 27:00 - 29:00（3:00 - 5:00） | 2012年4月2日 -                               | [ 注 44 ]           |
| 香川県         | 西日本放送 (RNC)             | 27:00 - 28:30（3:00 - 4:30） | 27:00 - 29:00（3:00 - 5:00） | 2012年4月2日 -                               | [ 注 45 ]           |
| 愛媛県         | 南海放送 (RNB)               | 27:00 - 28:30（3:00 - 4:30） | 27:00 - 29:00（3:00 - 5:00） | 2012年4月2日 -                               | [ 注 46 ]           |
| 高知県         | 高知放送 (RKC)               | 27:00 - 28:30（3:00 - 4:30） | 27:00 - 29:00（3:00 - 5:00） | 2012年4月2日 -                               | [ 注 47 ]           |
| 福岡県         | 九州朝日放送 (KBC)           | 27:00 - 28:30（3:00 - 4:30） | 27:00 - 29:00（3:00 - 5:00） | 2012年4月2日 -                               | [ 注 48 ]           |
| 宮城県         | 東北放送 (tbc)               | 27:00 - 28:30（3:00 - 4:30） | 27:00 - 29:00（3:00 - 5:00） | 2013年4月1日 -                               | [ 注 49 ]           |
| 新潟県         | 新潟放送 (BSN)               | 27:00 - 28:30（3:00 - 4:30） | 27:00 - 29:00（3:00 - 5:00） | 2020年3月30日 -                              | [ 注 50 ]           |
| 富山県         | 北日本放送 (KNB)             | 27:00 - 28:30（3:00 - 4:30） | 27:00 - 29:00（3:00 - 5:00） | 2020年9月28日 -                              | [ 注 51 ]           |
| 長野県         | 信越放送 (SBC)               | 27:00 - 28:30（3:00 - 4:30） | 27:00 - 29:00（3:00 - 5:00） | 2020年9月28日 -                              | [ 注 52 ]           |
| 青森県         | 青森放送 (RAB)               | 27:00 - 28:30（3:00 - 4:30） | 27:00 - 29:00（3:00 - 5:00） | 2021年3月29日 -                              | [ 注 53 ]           |
| 静岡県         | 静岡放送 (SBS)               | 27:00 - 28:30（3:00 - 4:30） | 27:00 - 29:00（3:00 - 5:00） | 2021年3月29日 -                              | [ 注 53 ]           |
| 長崎県・佐賀県 | 長崎放送 (NBC) NBCラジオ佐賀 | 27:00 - 28:30（3:00 - 4:30） | 27:00 - 29:00（3:00 - 5:00） | 2021年3月29日 -                              | [ 注 53 ]           |
| 沖縄県         | ラジオ沖縄 (ROK)             | 27:00 - 28:30（3:00 - 4:30） | 27:00 - 29:00（3:00 - 5:00） | 2021年3月29日 -                              | [ 注 54 ]           |
| 中京広域圏     | 東海ラジオ放送 (SF)          | 27:00 - 28:30（3:00 - 4:30） | 27:00 - 29:00（3:00 - 5:00） | 2021年3月29日 -                              | [ 注 55 ] [ 注 56 ] |
| 山梨県         | 山梨放送 (YBS)               | 27:00 - 28:30（3:00 - 4:30） | 27:00 - 29:00（3:00 - 5:00） | 2021年9月27日 -                              | [ 注 53 ]           |
| 石川県         | 北陸放送 (MRO)               | 27:00 - 28:30（3:00 - 4:30） | 27:00 - 29:00（3:00 - 5:00） | 2021年9月27日 -                              | [ 注 53 ]           |
| 鹿児島県       | 南日本放送 (MBC)             | 27:00 - 28:30（3:00 - 4:30） | 27:00 - 29:00（3:00 - 5:00） | 2021年9月27日 -                              | [ 注 53 ]           |
| 秋田県         | 秋田放送 (ABS)               | 27:00 - 28:30（3:00 - 4:30） | 27:00 - 29:00（3:00 - 5:00） | 2022年3月28日 -                              | [ 注 53 ] [ 7 ]     |
| 福島県         | ラジオ福島 (rfc)             | 27:00 - 28:30（3:00 - 4:30） | 27:00 - 29:00（3:00 - 5:00） | 2022年3月28日 -                              | [ 注 53 ] [ 7 ]     |
| 山口県         | 山口放送 (KRY)               | 27:00 - 28:30（3:00 - 4:30） | 27:00 - 29:00（3:00 - 5:00） | 2022年3月28日 -                              | [ 注 53 ] [ 7 ]     |
| 宮崎県         | 宮崎放送 (mrt)               | 27:00 - 28:30（3:00 - 4:30） | 27:00 - 29:00（3:00 - 5:00） | 2022年3月28日 -                              | [ 注 53 ] [ 7 ]     |
| 熊本県         | 熊本放送 (RKK)               | 27:00 - 28:30（3:00 - 4:30） | 27:00 - 29:00（3:00 - 5:00） | 2012年4月2日 - 2015年3月27日 2022年3月28日 - | [ 注 57 ] [ 7 ]     |
| 岩手県         | IBC岩手放送                  | 27:00 - 28:30（3:00 - 4:30） | 27:00 - 29:00（3:00 - 5:00） | 2022年9月26日 -                              | [ 注 53 ]           |
| 福井県         | 福井放送 (FBC)               | 27:00 - 28:30（3:00 - 4:30） | 27:00 - 29:00（3:00 - 5:00） | 2022年9月26日 -                              | [ 注 58 ]           |
| 島根県・鳥取県 | 山陰放送 (BSS)               | 27:00 - 28:30（3:00 - 4:30） | 27:00 - 29:00（3:00 - 5:00） | 2022年9月26日 -                              | [ 注 53 ]           |
| 大分県         | 大分放送 (OBS)               | 27:00 - 28:30（3:00 - 4:30） | 27:00 - 29:00（3:00 - 5:00） | 2022年9月26日 -                              | [ 注 53 ]           |
| 広島県         | 中国放送 (RCC)               | 27:00 - 28:30（3:00 - 4:30） | 27:00 - 29:00（3:00 - 5:00） | 2023年3月27日 -                              | [ 注 59 ]           |
| 岡山県         | RSK山陽放送                  | 27:00 - 28:30（3:00 - 4:30） | 27:00 - 29:00（3:00 - 5:00） | 2023年10月2日 -                              | [ 注 53 ]           |
| 山形県         | 山形放送 (YBC)               | 27:00 - 28:30（3:00 - 4:30） | 27:00 - 29:00（3:00 - 5:00） | 2024年4月1日 -                               | [ 注 53 ]           |
| 徳島県         | 四国放送 (JRT)               | 27:00 - 28:30（3:00 - 4:30） | 27:00 - 29:00（3:00 - 5:00） | 2025年3月31日 -                              | [ 注 60 ]           |

### 土曜深夜
| 放送対象地域   | 放送局名                     | 放送時間                          | 放送開始        | 備考                |
| -------------- | ---------------------------- | --------------------------------- | --------------- | ------------------- |
| 関東広域圏     | ニッポン放送 (LF)            | 27:00 - 29:00（日曜 3:00 - 5:00） | 2018年4月7日 -  | 制作局              |
| 北海道         | STVラジオ                    | 27:00 - 29:00（日曜 3:00 - 5:00） | 2018年4月7日 -  |                     |
| 栃木県         | 栃木放送 (CRT)               | 27:00 - 29:00（日曜 3:00 - 5:00） | 2018年4月7日 -  |                     |
| 茨城県         | LuckyFM茨城放送              | 27:00 - 29:00（日曜 3:00 - 5:00） | 2018年4月7日 -  |                     |
| 福井県         | 福井放送 (FBC)               | 27:00 - 29:00（日曜 3:00 - 5:00） | 2018年4月7日 -  | [ 注 62 ]           |
| 京都府・滋賀県 | 京都放送 (KBS)               | 27:00 - 29:00（日曜 3:00 - 5:00） | 2018年4月7日 -  |                     |
| 山口県         | 山口放送 (KRY)               | 27:00 - 29:00（日曜 3:00 - 5:00） | 2018年4月7日 -  |                     |
| 徳島県         | 四国放送 (JRT)               | 27:00 - 29:00（日曜 3:00 - 5:00） | 2018年4月7日 -  |                     |
| 香川県         | 西日本放送 (RNC)             | 27:00 - 29:00（日曜 3:00 - 5:00） | 2018年4月7日 -  | [ 注 63 ]           |
| 愛媛県         | 南海放送 (RNB)               | 27:00 - 29:00（日曜 3:00 - 5:00） | 2018年4月7日 -  |                     |
| 高知県         | 高知放送 (RKC)               | 27:00 - 29:00（日曜 3:00 - 5:00） | 2018年4月7日 -  |                     |
| 福岡県         | 九州朝日放送 (KBC)           | 27:00 - 29:00（日曜 3:00 - 5:00） | 2018年4月7日 -  |                     |
| 長崎県・佐賀県 | 長崎放送 (NBC) NBCラジオ佐賀 | 27:00 - 29:00（日曜 3:00 - 5:00） | 2018年4月7日 -  |                     |
| 大分県         | 大分放送 (OBS)               | 27:00 - 29:00（日曜 3:00 - 5:00） | 2018年4月7日 -  |                     |
| 宮崎県         | 宮崎放送 (mrt)               | 27:00 - 29:00（日曜 3:00 - 5:00） | 2018年4月7日 -  | [ 注 64 ]           |
| 鹿児島県       | 南日本放送 (MBC)             | 27:00 - 29:00（日曜 3:00 - 5:00） | 2018年4月7日 -  | [ 注 65 ]           |
| 兵庫県         | ラジオ関西 (CRK)             | 27:00 - 29:00（日曜 3:00 - 5:00） | 2021年1月2日 -  | [ 注 66 ] [ 注 67 ] |
| 静岡県         | 静岡放送 (SBS)               | 27:00 - 29:00（日曜 3:00 - 5:00） | 2021年4月3日 -  | [ 注 68 ]           |
| 福島県         | ラジオ福島 (rfc)             | 27:00 - 29:00（日曜 3:00 - 5:00） | 2022年4月2日 -  | [ 注 69 ]           |
| 石川県         | 北陸放送 (MRO)               | 27:00 - 29:00（日曜 3:00 - 5:00） | 2022年10月1日 - | [ 注 69 ]           |
| 新潟県         | 新潟放送 (BSN)               | 27:00 - 29:00（日曜 3:00 - 5:00） | 2023年4月1日 -  | [ 注 70 ]           |
| 富山県         | 北日本放送 (KNB)             | 27:00 - 29:00（日曜 3:00 - 5:00） | 2023年10月7日 - | [ 注 71 ]           |
| 中京広域圏     | 東海ラジオ放送 (SF)          | 27:00 - 29:00（日曜 3:00 - 5:00） | 2024年4月6日 -  | [ 注 72 ]           |
| 熊本県         | 熊本放送 (RKK)               | 27:00 - 29:00（日曜 3:00 - 5:00） | 2025年4月5日 -  | [ 注 73 ]           |
| 岩手県         | IBC岩手放送                  | 27:00 - 28:00（日曜 3:00 - 4:00） | 2018年4月7日 -  | [ 注 74 ]           |
| 山形県         | 山形放送 (YBC)               | 27:00 - 28:00（日曜 3:00 - 4:00） | 2018年4月7日 -  | [ 注 74 ]           |
| 和歌山県       | 和歌山放送 (wbs)             | 27:00 - 28:00（日曜 3:00 - 4:00） | 2018年4月7日 -  | [ 注 75 ]           |

## 映像配信
2012年4月開局のmmbiが運営するスマートフォン向けの放送局「NOTTV」向けに、スタジオ内の映像の同時配信を行っていた。それに際しニッポン放送がNOTTVに対して同番組の制作・コンテンツ提供などの側面で協力を行う事としていた。
2012年11月6日から火曜から土曜の午前8時 - 10時にてNOTTV2にて再放送が行われていたが、2013年10月から再放送の時間帯が変わり、翌週月曜日の12:00 - 14:00と14:00 - 16:00、翌週火曜日の12:00 - 14:00と14:00 - 16:00と16:00 - 18:00に放送時間が変更された。
2014年4月1日からはNOTTV2にて月曜から金曜の10:00 - 12:00に変更された。以降、再放送枠については時間帯の変動が激しく、かつ1本の放送につき本放送1回・再放送2回の計3回放送されている時期もあった。
しかし、NOTTVが2016年6月末をもってサービス終了となるのにあたり、新たに2016年3月28日放送分から2018年3月30日放送分まで『LINE LIVE』を通じて、この番組がライブ配信されることになった。再放送が行われるNOTTVとは違い、LINE LIVEでは本編部分は生配信限定となっており、番組終了直後に5分から10分程度の長さを目処として生配信される「LINE LIVE限定アフタートーク」のみがアーカイブ化されている。2018年3月末をもってLINE LIVEでのライブ配信を終了した。
2019年4月からは動画配信アプリ『MixChannel』(現：ミクチャ）にて、火曜日 - 土曜日（月曜日から金曜日の深夜）の放送時にスタジオ内の映像のライブ配信が行われた。LINE LIVEでの配信時同様、生配信限定の本編部分と、アーカイブ化される数分程度の「アフタートーク」の2本立てとなっている。ただしニッポン放送のスタジオからの放送に限られており、ニッポン放送のスタジオ以外からの放送の場合は休止となった。2022年4月1日深夜の放送分でミクチャでのライブ配信は終了した。
2022年10月11日（10日深夜）からはソーシャルライブ配信アプリ『HAKUNA Live』で映像ライブ配信を開始し、限定アフタートークも配信された。しかし、過去の配信アプリとは異なりアフタートークのアーカイブは残されなかった。HAKUNA Liveでの配信は2023年9月29日深夜放送分で終了した。
2023年10月3日（2日深夜）からはライブ配信サービス『17LIVE』で映像ライブ配信される。
2024年11月3日（2日深夜）からは日曜日未明（土曜日深夜）の週替わりパーソナリティ枠でも映像配信を開始。なお、週替わりパーソナリティのため都合により配信を行わない場合もある。

### 2023年10月3日（2日深夜）以降
| サービス名 | 配信方法   | 放送時間                     | 放送時間                     | 放送期間        | 備考                |
| サービス名 | 配信方法   | 月曜 - 木曜（火曜 - 金曜）   | 金曜・土曜（土曜・日曜）     | 放送期間        | 備考                |
| ---------- | ---------- | ---------------------------- | ---------------------------- | --------------- | ------------------- |
| 17LIVE     | ライブ配信 | 27:00 - 28:30（3:00 - 4:30） | 27:00 - 29:00（3:00 - 5:00） | 2023年10月2日 - | [ 注 79 ] [ 注 80 ] |

### 過去
| サービス名  | 配信方法           | 放送時間                     | 放送時間                     | 放送期間                       | 備考      |
| サービス名  | 配信方法           | 月曜 - 木曜（火曜 - 金曜）   | 金曜 （土曜）                | 放送期間                       | 備考      |
| ----------- | ------------------ | ---------------------------- | ---------------------------- | ------------------------------ | --------- |
| NOTTV       | マルチメディア放送 | 27:00 - 29:00（3:00 - 5:00） | 27:00 - 29:00（3:00 - 5:00） | 2012年4月2日 - 2016年3月26日   |           |
| LINE LIVE   | ライブ配信         | 27:00 - 28:30（3:00 - 4:30） | 27:00 - 29:00（3:00 - 5:00） | 2016年3月28日 - 2018年3月30日  | [ 注 79 ] |
| ミクチャ    | ライブ配信         | 27:00 - 28:30（3:00 - 4:30） | 27:00 - 29:00（3:00 - 5:00） | 2019年4月1日 - 2022年4月1日    | [ 注 79 ] |
| HAKUNA Live | ライブ配信         | 27:00 - 28:30（3:00 - 4:30） | 27:00 - 29:00（3:00 - 5:00） | 2022年10月10日 - 2023年9月29日 | [ 注 82 ] |

## 決戦!お笑い有楽城
2008年より放送されているイマジンスタジオでの公開録音番組。ニッポン放送と日本音楽事業者協会が共同で企画・制作している。初回はニッポン放送ローカル枠での特別番組として放送されたが、第2回よりオールナイトニッポンR週替わり枠での年2回放送へと移行した。司会は第15回（2016年春）までは東貴博と女性アナウンサー、第16回（2016年秋）からは前回の優勝者と笹木かおりが担当し、審査員は主に松村邦洋（東のスケジュールの都合により司会を務めた回もある）・女性タレント・番組制作関係者の3名が務める。
毎回十数組の若手芸人たちによるネタバトル（予選）・トークバトル（予選上位3組による「ラジオでのテーマトーク」を模した決勝戦）を行い、優勝者には「オールナイトニッポンR（2018年からは「オールナイトニッポン0(ZERO)」）」単発パーソナリティー権が与えられる。イベントの様子をそのまま放送するため、4時前のネット局飛び降りのアナウンスはアナウンサーが別途担当する。公開収録は基本的に3月及び9月だが、実際の放送時期や優勝特典としての単発番組が実現する時期は不定。
第19回（2018年春）から「オールナイトニッポンR」の終了に伴い後継番組である「オールナイトニッポン0(ZERO)」週替わり枠での放送となった。なお、改題後1回目の放送もこの企画が行われた。
第20回（2018年秋）には「オールナイトニッポン0(ZERO)〜決戦!お笑い有楽城10周年スペシャル!!〜」が10周年を記念し放送された。東貴博、いとうあさこを司会に歴代優勝者13組が集合。バイきんぐらスタジオに来れなかった優勝者もコメント出演した。
第21回（2019年春）より予選のネタバトルを廃止し、トークバトルに一本化したうえでリニューアルした。
第23回（2020年春）から第27回（2022年秋）は新型コロナウイルス感染拡大に伴うイベント開催自粛勧告により無観客で尚且つ審査員増員で開催したが、第28回（2023年春）からは、3年半ぶりに有観客で行われることになった。。
第30回（2024年春）までは優勝者はニッポン放送が飛び降りる4時50分の手前に発表し、4時50分以降は予選敗退者による「下剋上トーク」（決勝戦と同じトークテーマで各自発言）が放送されていたが、　第31回（2024年秋）からはニッポン放送を含め4時以降に飛び降りるネット局がなくなったため「下剋上トーク」は決勝戦前の4時20分ごろに行われるようになった。
2024年11月から土曜日のオールナイトニッポン0(ZERO)でも17LIVEでのライブ配信が始まったが、本企画の配信は休止となる。
| 放送回 | 放送回   | 放送日         | 優勝者               | 所属事務所(当時)                           | 優勝特典         | 司会                           | 審査員・出演者 |
| ------ | -------- | -------------- | -------------------- | ------------------------------------------ | ---------------- | ------------------------------ | -------------- |
| 第01回 | 2008年春 | 2008年3月27日  | マシンガンズ         | 太田プロダクション                         | 2008年04月26日   | 東貴博                         | [ 注 88 ]      |
| 第02回 | 2009年春 | 2009年4月4日   | ラバーガール         | プロダクション人力舎                       | 2009年04月04日   | 東貴博                         | [ 注 89 ]      |
| 第03回 | 2009年秋 | 2009年11月13日 | いとうあさこ         | マセキ芸能社                               | 2010年01月08日   | 東貴博                         | [ 注 90 ]      |
| 第04回 | 2010年春 | 2010年5月7日   | フォーリンラブ       | ワタナベエンターテインメント               | 2010年07月02日   | 東貴博                         | [ 注 91 ]      |
| 第05回 | 2010年秋 | 2010年11月12日 | なすなかにし         | 松竹芸能                                   | 2011年01月21日   | 東貴博                         | [ 注 93 ]      |
| 第06回 | 2011年秋 | 2011年10月29日 | 三拍子               | サンミュージックプロダクション             | 2011年11月18日   | 東貴博                         | [ 注 94 ]      |
| 第07回 | 2012年春 | 2012年3月31日  | 磁石                 | ホリプロコム                               | 2012年07月07日   | 東貴博                         | [ 注 95 ]      |
| 第08回 | 2012年秋 | 2012年9月22日  | バイきんぐ           | ソニー・ミュージックアーティスツ           | 2012年12月29日   | 東貴博                         | [ 注 96 ]      |
| 第09回 | 2013年春 | 2013年3月30日  | モグライダー         | マセキ芸能社                               | 2013年05月11日   | 東貴博                         | [ 注 97 ]      |
| 第10回 | 2013年秋 | 2013年9月28日  | あばれる君           | ワタナベエンターテインメント               | 2014年03月01日   | 東貴博                         | [ 注 98 ]      |
| 第11回 | 2014年春 | 2014年3月29日  | 湘南デストラーデ     | SMA HEET Project                           | 2014年08月23日   | 東貴博                         | [ 注 99 ]      |
| 第12回 | 2014年秋 | 2014年10月4日  | ダブルブッキング     | ホリプロコム                               | 2014年12月27日   | 東貴博                         | [ 注 100 ]     |
| 第13回 | 2015年春 | 2015年3月28日  | ピスタチオ           | よしもとクリエイティブ・エージェンシー東京 | 2015年06月13日   | 東貴博                         | [ 注 101 ]     |
| 第14回 | 2015年秋 | 2015年9月26日  | メイプル超合金       | サンミュージックプロダクション             | 2016年03月12日   | 東貴博                         | [ 注 102 ]     |
| 第15回 | 2016年春 | 2016年4月2日   | 笑撃戦隊             | ワタナベエンターテインメント               | 2016年05月07日   | 東貴博                         | [ 注 103 ]     |
| 第16回 | 2016年秋 | 2016年10月22日 | エル・カブキ         | マセキ芸能社                               | 2017年02月25日   | 笑撃戦隊・笹木香利             | [ 注 104 ]     |
| 第17回 | 2017年春 | 2017年4月1日   | ペンギンズ           | サンミュージックプロダクション             | 2017年08月26日   | エル・カブキ・笹木香利         | [ 注 105 ]     |
| 第18回 | 2017年秋 | 2017年9月30日  | 卯月                 | プロダクション人力舎                       | 2018年03月03日   | ペンギンズ・笹木香利           | [ 注 106 ]     |
| 第19回 | 2018年春 | 2018年4月7日   | 岡野陽一             | プロダクション人力舎                       | 2018年06月09日   | 卯月・笹木香利                 | [ 注 107 ]     |
| 第20回 | 2018年秋 | 2018年9月15日  | 10周年スペシャル     | 10周年スペシャル                           | 10周年スペシャル | 東貴博・いとうあさこ           | [ 注 108 ]     |
| 第21回 | 2019年春 | 2019年3月30日  | EXIT                 | よしもとクリエイティブ・エージェンシー東京 | 2019年06月08日   | 岡野陽一・笹木香利             | [ 注 109 ]     |
| 第22回 | 2019年秋 | 2019年9月14日  | スタンダップコーギー | マセキ芸能社                               | 2019年12月28日   | EXIT・笹木香利                 | [ 注 110 ]     |
| 第23回 | 2020年春 | 2020年3月28日  | 鬼越トマホーク       | 吉本興業ホールディングス                   | 2020年05月23日   | スタンダップコーギー・笹木香利 | [ 注 111 ]     |
| 第24回 | 2021年春 | 2021年4月10日  | XXCLUB               | タイタン                                   | 2021年07月10日   | ラバーガール・笹木かおり       | [ 注 112 ]     |
| 第25回 | 2021年秋 | 2021年10月9日  | まんじゅう大帝国     | タイタン                                   | 2021年11月20日   | XXCLUB・笹木かおり             | [ 注 113 ]     |
| 第26回 | 2022年春 | 2022年4月9日   | ダニエルズ           | タイタン                                   | 2022年06月04日   | まんじゅう大帝国・笹木かおり   | [ 注 114 ]     |
| 第27回 | 2022年秋 | 2022年10月1日  | さんぽ               | ビクターミュージックアーツ                 | 2022年11月12日   | ダニエルズ・笹木かおり         | [ 注 115 ]     |
| 第28回 | 2023年春 | 2023年4月8日   | ちゃんぴおんず       | ワタナベエンターテインメント               | 2023年06月24日   | さんぽ・笹木かおり             | [ 注 116 ]     |
| 第29回 | 2023年秋 | 2023年9月30日  | ひつじねいり         | マセキ芸能社                               | 2023年11月11日   | ちゃんぴおんず・笹木かおり     | [ 注 117 ]     |
| 第30回 | 2024年春 | 2024年3月9日   | TCクラクション       | グレープカンパニー                         | 2024年04月13日   | ひつじねいり・笹木かおり       | [ 注 118 ]     |
| 第31回 | 2024年秋 | 2024年10月12日 | ちぇく田             | ソニー・ミュージックアーティスツ           | 2024年11月09日   | TCクラクション・笹木かおり     | [ 注 119 ]     |
| 第32回 | 2025年春 | 2025年4月12日  | ヒロ・オクムラ       | ソニー・ミュージックアーティスツ           | 2025年05月10日   | ちぇく田・笹木かおり           | [ 注 120 ]     |

## LIVE in smash.
この番組は2021年1月から3月までの限定で、オールナイトニッポンとSHOWROOMが開発した動画配信のスマートフォンアプリ『smash.』の連動企画として、ラジオ番組と動画配信アプリとのコラボによる「ライブ×トーク」の番組で、放送時点で話題となっている複数の組のアーティストが出演して、ライブとトークを繰り広げるもの。

### パーソナリティ
- 2021年1月30日：眉村ちあき・川崎鷹也・ひらめ
- 2021年2月27日：Mega Shinnosuke・Kroi・小林私
- 2021年3月27日：Awesome City Club・illiomote・Rin音

## エンタメナイト
2021年5月から10月まで毎月第1土曜日にSKE48のメンバーが、音楽・映画・書籍などの最新エンタメ情報を伝えるもの。

### パーソナリティ
2021年
| 回 | 放送日  | メンバー                         | 備考              |
| -- | ------- | -------------------------------- | ----------------- |
| 1  | 5月1日  | 野島樺乃・日高優月・鎌田菜月     | [ 58 ]            |
| 2  | 6月5日  | 鎌田菜月・斉藤真木子・須田亜香里 | [ 59 ]            |
| 3  | 7月3日  | 大場美奈・鎌田菜月・菅原茉椰     | [ 60 ] [ 注 121 ] |
| 4  | 8月7日  | 青海ひな乃・鎌田菜月・熊崎晴香   | [ 61 ]            |
| 5  | 9月4日  | 井上瑠夏・須田亜香里・高畑結希   | [ 62 ] [ 注 122 ] |
| 6  | 10月3日 | 荒井優希・江籠裕奈・鎌田菜月     |                   |